# Star 12.155
Le Star 12.155 est un camion polonais fabriqué par Fabryka Samochodów Ciężarowych „Star”. Il est le successeur du Star 1142. Il est construit avec des nombreuses pièces de camions de l'entreprise Steyr rachetée par la société MAN. Après trois ans de fabrication, le modèle est remplacé par le Star S2000 entièrement intégré avec les camions MAN.